# Hallgrímur Helgason
Hallgrímur Helgason (Reykjavík, 1959. február 18. –) izlandi festőművész, regényíró, műfordító és rovatvezető.

## Életrajza
Hallgrímur Helgason 1959. február 18-án született az izlandi Reykjavíkban. Festőként kezdte, de fokozatosan íróvá is vált. Legismertebb könyvei: 101 Reykjavik (1996), The Hitman's Guide to Housecleaning (2008) és Konan við 1000° (2011). Két regényéből film is készült, négyet pedig színpadra adaptáltak. Több mint 30 önálló kiállítása volt Izlandon, Svédországban, Dániában és Franciaországban, művei számos művészeti múzeum gyűjteményében megtalálhatók.
Hallgrímur édesapja, Helgi Hallgrímsson mérnök, az izlandi útügyi hivatal korábbi vezetője. Édesanyja Margrét Schram, nyugalmazott óvónő. Nővére, Nína Helgadóttir a Vöröskeresztnél dolgozik, bátyja, Gunnar Helgason színész és díjnyertes gyermekkönyvíró, öccse, Ásmundur Helgason pedig reklám- és kiadói területen dolgozik.
1984-ben Hallgrímurnak megszületett első gyermeke, Hallgerður Hallgrímsdóttir. 1985-ben találkozott Áshildur Haraldsdóttir fuvolaművésszel, aki a bostoni konzervatórium hallgatója volt. Együtt éltek Bostonban, New Yorkban és Párizsban, 1988-ban összeházasodtak, majd 1992-ben elváltak. 2003-2009 között Hallgrímur Oddný Sturludóttir városi tanácsossal élt együtt. Két közös gyermekük van, a 2003-ban született Kári Daníel és a 2005-ben született Margrét María. Hallgrímur 2009 óta Agla Magnúsdóttirral, az Izlandi Irodalmi Központ vezető tanácsadójával él együtt. Hallgrímur és Agla Reykjavíkban és Hrísey szigetén élnek kisebb gyermekeivel és egy Lukka nevű kutyával.

## 1980-as évek

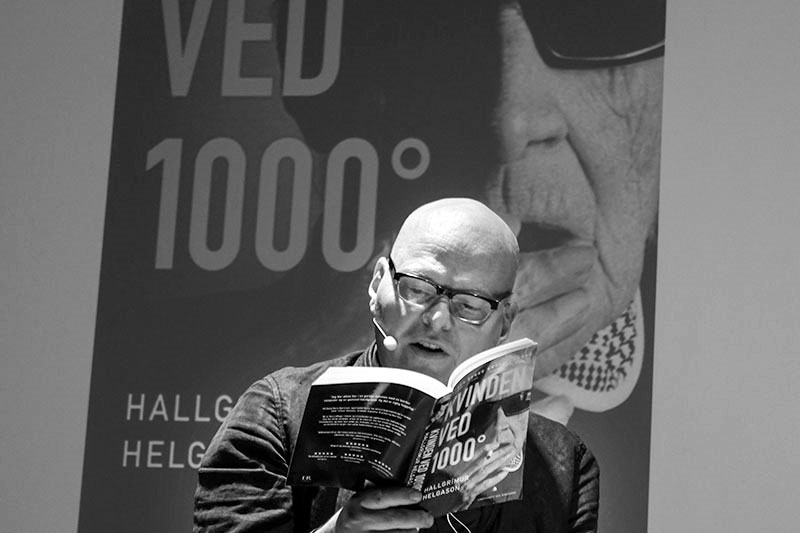
Hallgrímur Helgason Aarhusban, Dániában (2016)

Hallgrímur képzőművészként kezdte tanulmányait az Izlandi Művészeti Akadémián (1980-81) és a Müncheni Képzőművészeti Akadémián (1981-82). Mivel mindkettővel elégedetlen volt, önállóan kezdett el festeni, főként romantikus, színes és „szép” tájképeket, amelyeket szülőföldje, Izland ihletett, és amelyek egyértelműen szakítottak a konceptuális és minimal art aktuális divatjával. Néhány reykjavíki egyéni kiállítás után 1985-86 telét Bostonban töltötte, ahol a Newbury Street-i Bromfield Galériában állított ki, és találkozott a Starn ikrekkel (Doug és Mike Starn) és más művészekkel, akiket az ugyanabban az épületben található Stux Galéria képviselt.
1986-tól '89-ig Hallgrímur New Yorkban élt, festett és rajzolt, mérsékelt sikerrel, kiállított a Hal Bromm Galériában, a Stux Galériában és más helyeken. Hogy eltartsa magát, hetente cikkeket kezdett írni egy reykjavíki újságnak, amelyekben a Nagy Almában zajló életet írta le. Emellett saját heti rádióműsort is készített az Izlandi Állami Rádió számára „Radio Manhattan” néven, amelyben rögzítette benyomásait a Hell’s Kitchen-i otthona körüli utcákról és életről, majd kazettán felküldte őket északra. A cikkek jó fogadtatásán, valamint a rádiós eszmefuttatásain felbuzdulva Hallgrímur úgy érezte, hogy szünetet kell tartania a festészetben, és meg kell próbálnia regényt írni.

## Első regény
Hallgrímur Helgason első regénye, a Hella 1990-ben jelent meg, egy vizuális és filmszerű történet, amely a dél-izlandi kis faluban, a Hekla és az Eyjafjallajökull vulkánok által körülvett, nagy földrengéseiről híres, mezőgazdasági jellegű megyében, Hellában játszódik. Hallgrímur teljesen tárgyilagos hangvételre törekszik, igyekszik távol maradni a költői leírásoktól és a jelzők használatától. A szöveg soha nem hatol be a szereplők gondolataiba vagy érzéseibe, mindent kívülről ír le. Ez egy kísérlet arra, hogy a belső világot a külső képi világ jelein keresztül lehessen olvasni. A könyv, amelyet Flaubert Madame Bovaryja, valamint Duchamp Le Grand Verre című műve ihletett, egy 14 éves lány életének egy nyaráról szól, aki az országúti büfében kapja első állását, és a helyi lovasvásáron egy sátorban éli meg első szexuális kapcsolatát. Ez utóbbi egybeesik egy kisebb földrengéssel, amely megrázza a környéket. A regény egyetlen nagy metaforaként olvasható a szűzből nővé válásról. A regény langyos fogadtatásban részesült – a kritikusok legfeljebb azt mondták, hogy a könyv érdekes –, és az eladások is szerények voltak.

## Párizsi évek
1990 és 1995 között Hallgrímur Párizsban élt, festett és írt. New Yorkban festményeinek témája a tájról a figurákra váltott: Keith Haring és a nyolcvanas évek végének stílusában stilizált, úgy tűnt, a művész erősen próbálja aktualizálni a Picasso-aktot. Párizsban festményei eleinte „európaibbá” váltak, az (amerikai) George Condo mintájára, mígnem Hallgrímur a háttér elhagyásával megtalálta a maga személyesebb, egyszerre realisztikusabb és karikatúraszerűbb stílusát. A figurákat a körülöttük szűzfehéren hagyott vászon közepére festette. Párizsban Hallgrímurnak a kilencvenes évek elején két önálló kiállítása volt, a Galerie Alain Gutharcban és a Galerie Philippe Rizzóban.
Itt írta második regényét is, a Þetta er allt að koma (A dolgok nagyszerűen mennek) címűt, amely 1994-ben jelent meg, és Hallgrímur írói áttörését jelentette. Itt találta meg igazi írói hangját, saját, szavakban, ötletekben és történetekben bővelkedő stílusát. A könyv a hagyományos izlandi mini híresség-életrajz ironikus megközelítése, amely akkoriban nagyon népszerű műfaj volt. Ragga Birna egy „híres” színésznő és zenész, aki a legpozitívabb fényben emlékszik vissza az életére. Az élete tele van kudarcokkal, de ő mindegyiket azzal az önámító mondattal fogadja: „A dolgok remekül mennek!”. A zongorától a hegedűig, a hegedűtől a brácsáig, a brácsától az éneklésig, az énekléstől a színészetig, a színészkedéstől a filmszínészetig, a filmszínészkedéstől a rossz filmszínészetig. Az olvasó lassan megtudja, hogy ennek a nőnek soha életében nem volt tehetsége semmilyen művészethez. Mégis egész lényét annak szentelte, hogy beteljesítse álmát, hogy művészként „befusson”. Ragga Birna karaktere és tragikus élettörténete Hallgrímurnak a hetvenes-nyolcvanas évek izlandi és amerikai művészéletéről szerzett benyomásain alapul, és jól kifigurázza a „befutás” nagy nyolcvanas évekbeli eszméjét. A könyv az izlandi művészeti élet szinte minden aspektusából gúnyt űz az 1959-es születésétől az 1994-es „sztárságáig” tartó időszakban, amikor egy nem túl nagy költségvetésű izlandi viking film forgatásán történt balesetben deréktól lefelé lebénul, és kerekesszékben, mosolyogva és a régóta esedékes hírnévtől boldogan kerül a címlapokra.
A könyv helyi siker lett, és 2004-ben színházi változatot is színpadra állítottak belőle az Izlandi Nemzeti Színházban, Baltasar Kormákur rendezésében.

## 101 Reykjavík
Hallgrímur 1995 őszét a brooklyni Park Slope-ban töltötte, ahol harmadik regényét, a 101 Reykjavíkot írta. A regény 1996-ban jelent meg, és 2000-ben sikeres film is készült belőle Baltasar Kormákur rendezésében, Hilmir Snær Guðnason és Victoria Abril főszereplésével. A regény címét Reykjavík belvárosának irányítószámáról kapta. A regény egyes szám első személyű elbeszélés, amely Hlynur Björn, a kilencvenes évek közepén élő, a belvárost soha el nem hagyó, munkanélküli és az anyjával élő lógós különös elméjében játszódik. Napjait az interneten vagy videók nézésével tölti, éjszakáit pedig a K-bárban tölti, amely egy fiktív törzshely, és a híres Kaffibarinn alapul, amely annak idején részben Damon Albarn, a Blur híres énekese tulajdonában volt. A regény egybeesett azzal és így véletlenül megörökítette Reykjavík divatos várossá válásának felemelkedését, amelyet legismertebb polgára, Björk hírneve indított el.
Hallgrímur 1990 nyarán találta ki Hlynur Björn karakterét, és időről időre saját Boratjaként használta, vendégszerepeltette a Radio Manhattan című rádióműsorában, és így öt éven keresztül alakította ki különös gondolkodási és beszédstílusát. A cselekmény ötlete részben Josiane Balasko francia filmjéből, a Gazon Maudit-ból (amelyben Victoria Abril is játszik), valamint Shakespeare Hamletjéből származik. Hamlethez hasonlóan Hlynur Björnt is megterheli édesanyja szexuális élete, amikor a nő leszbikusként coming out-ol, és bemutatja őt barátnőjének, a nála jóval fiatalabb Lollának, akivel Hlynur Björn korábban már lefeküdt. A dolgok még bonyolultabbá válnak, amikor kiderül, hogy Lolla terhes.
A könyvet eredetileg negatív kritikák és gyenge eladások fogadták Izlandon, de később nemzetközi olvasóközönségre talált, miután a film több filmfesztiválon is díjat nyert. Izland nevében 1999-ben jelölték az Északi Tanács irodalmi díjára. Olaszországban és Lengyelországban bestseller lett, és 14 nyelven adták ki. Tim Sandlin amerikai író híres kritikájában azt írta: „Képzeljük el, ha Henry Miller bor helyett crackre írta volna a Ráktérítőt.”

## Izland szerzője
Hallgrímur 1996 óta él szülővárosában, Reykjavíkban. 1998-ban jelent meg első verseskötete, az Összegyűjtött versek 1978-1998. Ez egy igazán posztmodern mű, amely mind a XIX. századi izlandi rímes verselés hagyományában íródott, tele viccekkel és iróniával, az amerikai rapszövegekre bólintva, és egyértelmű szakítást jelentett a XX. századi komoly modern hagyományokkal az izlandi költészetben. Nem voltak benne versek a természetről, csendes tavakról vagy lávamezőkről.
2001-ben Hallgrímur kiadta legnagyobb és legambiciózusabb regényét, a Höfundur Íslands (Izland szerzője) címűt. Botrányos sikert aratott, hiszen a főszereplő a legnagyobb izlandi író, Halldór Laxness (1902-1998), az 1955-ben Nobel-díjjal kitüntetett íróról mintázta. A regény egy nagyon idős és híres izlandi író történetét meséli el, aki meghal, és egy ötven évvel korábban írt regényében ébred fel. Így a szerző tovább él művében. A főszereplő, Einar J. Grímsson részben Laxnessről mintázódik, a regényt, amelyben reked, pedig Laxness legnagyobb regénye, a Sjálfstætt fólk (Független emberek) ihlette. Megjelenése felháborodást váltott ki a régi izlandi baloldali elit körében, akik szentségtörésnek tartották, hogy Laxnessről, különösen kommunista múltjáról írnak. A Höfundur Íslands-t lefordították német, dán, norvég, finn és olasz nyelvre. A mű 2001-ben elnyerte az Izlandi Irodalmi Díjat.

## Grim
Hallgrímur 1995 óta dolgozik Grim nevű rajzfilmes énjén és alteregóján. A Drakula és Pinokkió Tintin stílusú keveréke, a hosszú orrú és agyarfogú figura a művész/író szerepét szimbolizálja, aki vért szív a valódi emberek életéből, majd tovább folytatja a róluk szóló történetek kitalálását. Hallgrímur festményeket és rajzokat készített Grimről, és több kiállítást is szentelt ennek a furcsa fickónak. Izlandon 2004-ben a Forlagid kiadónál megjelent egy katalógus, a „Best of Grim”, 2005-ben pedig a francia Actes Sud kiadó Les Contes de Grim címmel könyvet adott ki, amelyben az összes létező Grim-mű szerepel.

## Mr. Universe– egy „ciné-roman”
Az izlandi nagyszabású és ambiciózus Höfundur Íslands után Hallgrímur 2002 nyarán jelentette meg a Herra Alheimur (Mr. Universe) című rövid és komikus sci-fi regényt, amelyet Olaszországban írt. A hollywoodi kasszasikerfilm paródiájaként megírt mű Isten és az emberiség harcának történetét meséli el. Isten egy kis bolygón, a Zéró bolygón él, az univerzumának közepén, és ugyanennyi bolygón irányítja mind a 716 különböző emberiségét. Egy nap megtudja, hogy a 607-es bolygón (Föld) lévő emberiségének sikerült klónoznia magát. Isten megharagszik, és úgy dönt, hogy megöli ezt a bosszantó emberiséget, és egy újjal helyettesíti. Amikor a 607-es bolygó elhunyt lelkei, akik a Zéró bolygó VIP-táboraiban laknak, értesülnek a nagyfőnök tervéről, elhatározzák, hogy megpróbálják megmenteni a bolygójukat. Vezetőjük Napoleon Nixon (egy lélek, aki mindkét ember volt), aki vezeti az Isten elleni akciót, amely útja a Zéró bolygó belsejébe vezet, ahol az Ördög uralkodik. A filmszerű „ciné-roman” jegyében maradva a regény minden szereplőjét a szerző alakítja. Istent Marlon Brando alakítja, Woody Allen az asszisztense, Salman Rushdie az új emberiség megteremtésével megbízott tudós. Anthony Hopkins Napóleon Nixon, izmos asszisztensét Mike Tyson alakítja, az ördög szerepében Leonardo DiCaprio látható. A Mr. Universe 2015-ben jelent meg Franciaországban, La grosse colère címmel.

## Stormland
A Stormland (2005) volt Hallgrímur első kortárs regénye a 101 Reykjavík óta. Észak-Izlandon, Sauðárkrókur kisvárosában játszódik, és Böddi, egy dühös vidéki blogger történetét meséli el, aki forradalomról és a nyugati kapitalista rendszer teljes felforgatásáról álmodik. A német irodalommal, filozófiával és romantikus idealizmussal á la Nietzsche átitatott, Berlinben töltött tanulóévei után nehezen illeszkedik be régi és nagyon kicsi szülővárosába. Böddi az a srác, aki soha nem köt kompromisszumokat. Magányos anyjával, a tévéfüggővel él együtt, az első oldalon elveszíti tanári állását, a könyv közepén a szerelmét, a végén pedig az eszét.
A Stormland az izlandi történelem fellendülésének és buborékos éveinek csúcsán íródott, amikor a nemzet teljesen elveszett az anyagias őrületben, amely a 2008-as nagy pénzügyi összeomláshoz vezetett. Dániában bestseller lett, és lefordították norvég, svéd és német nyelvre is. A könyvet 2007-ben jelölték az Északi Tanács irodalmi díjára.
A regény alapján készült filmet, a Stormlandet 2011-ben mutatták be Izlandon. A filmet Marteinn Thorsson írta és rendezte, a főszerepet Ólafur Darri Ólafsson játszotta első főszerepében. Az alakításáért elnyerte a legjobb színésznek járó Edda-díjat.

## The Hitman's Guide to Housecleaning
Hallgrímur egyetlen angolul írt regénye egyben az egyetlen kacérkodása is volt a krimi műfajával. Tomislav Boksic, azaz Toxic a New York-i horvát maffia hivatásos bérgyilkosa. Előélete szinte hibátlan, 66 gyilkosság szerepel az önéletrajzában, amikor a 67. számú gyilkosság kudarcot vall. Az áldozatról kiderül, hogy az FBI embere. Az Államokból menekülni kényszerülő Toxic a regény elején a JFK-nál találja magát. Ott észreveszi, hogy az FBI a kapunál vár rá. Megfordul és a férfi mosdóban bújik el, mérlegelve a lépését, amikor az egyik fülkéből egy másik kopasz fickó jön ki, aki kicsit hasonlít rá. Profi lévén, Toxic megöli a kopaszt, felölti a ruháját, magához veszi a személyijét, az útlevelét és a repülőjegyét. A halottról kiderül, hogy egy TV-evangelista a virginiai Richmondból, aki épp Izlandra tart, hogy egy helyi keresztény tévécsatornán prédikáljon. A horvát bérgyilkos tehát tévés prédikátornak álcázva érkezik Reykjavíkba. A téves személyazonosságok klasszikus története, a regény a kívülálló szemszögéből mutatja be Izlandot, amely a szerző szerint „szórakoztató kihívás volt: úgy írni a hazámról, mintha még soha nem jártam volna ott”.

## Suit & Tie
2009 őszén Hallgrímurt felkérték, hogy nyissa meg a norvégiai Stavangerben a Kapittel Irodalmi Fesztivált. Erre az alkalomra egy ötperces verset írt Suit & Tie címmel, amely az Izlandot 2008 októberében oly súlyosan sújtó pénzügyi összeomlás első évfordulójának állít emléket. Később rögzítette előadását, amely a YouTube-on élvezhető.

## The Thousand Degree Woman
A 2011-ben megjelent történelmi regény, a Konan við 1000° (A nő 1000 fokon, egyes országokban Woman at 1000°) Brynhildur Georgía Björnsson, egy izlandi nő valós életén alapul, akivel Hallgrímur véletlenül találkozott telefonon 2006-ban, amikor volt feleségének segített egy választási kampányban, hogy az emberek a Szociáldemokrata Pártra szavazzanak. Björnsson asszony 2007-ben halt meg, de életrajzát 1983-ban adta ki. Édesapja 1988-ban szintén megjelentette életrajzát. Ő egyike volt annak a maroknyi izlandinak, akik a második világháborúban a nácik oldalán harcoltak. Brynhildur nagyapja volt Izland első elnöke, Sveinn Björnsson úr.

## Portrék és sötétség
2012-ben Hallgrímur ismét ecsetet ragadott. Az eredmény egy 2013 szeptemberében a reykjavíki Tveir hrafnar listhúsban (Két holló művészeti galéria) rendezett kiállítás lett, amely a huszadik század első felében született híres izlandi írók fekete-fehér portréit mutatta be. Douglas Coupland az Artforum számára írt a kiállításról.
Egy másik kiállítás következett 2015 szeptemberében, „Akril a sötétségre I. – A házad előtt, éjszaka, amíg alszol” címmel. Reykjavík külvárosainak éjszakai képeiből állt, a házak előtti felhajtókban parkoló autókból, amelyek a koromsötét sötétben alig látszanak. „Nálunk itt fent, az északi szigetünkön a legtöbbször sötét van. Mégis alig-alig festettük meg, vagy csináltunk róla művészetet”.
A Reykjavíki Művészeti Múzeumban 2015-ben megrendezett „Just Painted 2” című nagy csoportos kiállításra Hallgrímur egy nagy portrét készített Jón Gnarrról, a komikusból lett reykjavíki polgármesterről „A Gnarr család” címmel, amely egy 8 tagú családot ábrázol, ahol minden szereplőt Gnarr „játszott”.

## Sjóveikur í München
Hallgrímur első és egyetlen önéletrajzi regénye, a Sjóveikur í München (Tengeribeteg Münchenben) 2015-ben jelent meg. A regény a szerző életének egy telét írja le, amikor 1981-82-ben a híres müncheni Képzőművészeti Akadémián tanult művészetet. „Életem legnehezebb telét” – a szerző szerint. Klasszikus fejlődésregény, de fantasztikus fordulattal, amely Hamsun Éhség című művére és Kafka Az éhezőművész című művére egyaránt utal. Ez a történet egy 21 éves, félénk fiatalemberről szól, aki egy vidéki, elszigetelt országból származik, és életében először egyedül kell élnie egy európai nagyvárosban. Szégyenlős, németül nem beszélő, és nem illik bele az akadémia legújabb trendjeibe, nehezen tud beilleszkedni a fárasztó bajor fővárosba. Még sört sem ivott, hiszen Izlandon 1989-ig be volt tiltva a sör.
Nagyon is művészregény, a fiatalember lélekkeresési folyamatát, önmaga megtalálását, és a múlt olyan óriásaival való birkózását írja le, mint Halldór Laxness, Gustave Flaubert és Edvard Munch, de leginkább Marcel Duchamp és a Nagy üveg.
A könyv sikert aratott a kritikusok körében („Helgason egyik legjobb könyve” – Fréttablaðið), és jól fogyott. Izlandon azonban a fő vita körülötte arról a fejezetről szólt, amely egy nemi erőszakot ír le, amelyet a fiatalember olaszországi útja során, karácsony éjjelén Firenzében él át. Guðbergur Bergsson (szül. 1932) izlandi író egy csúnya, az olvasók körében felháborodást kiváltó újságcikkben „ribancozta” kollégáját, Hallgrímurt, amiért napvilágra hozta ezt a témát, azzal vádolva őt, hogy egy nemi erőszak jelenetet használt fel könyve eladására, és azzal fejezte be, hogy „melyik buzinak volt ilyen rossz ízlése?”.

## Bibliográfia

### Regények
- Hella (1990)
- Þetta er allt að koma (Things Are Going Great, 1994)
- 101 Reykjavík (1996)
- Höfundur Íslands (The Author of Iceland, 2001)
- Herra Alheimur (Mr. Universe, 2003)
- Rokland]] (Stormland, 2005)
- The Hitman's Guide to Housecleaning (angolul írta és a szerző fordította le izlandira 10 ráð til að hætta að drepa fólk og byrja að vaska upp, 2008)
- Konan við 1000° (Woman at 1000°, 2011)
- Sjóveikur í München (Seasick in Munich, 2015)
- Sextíu Kíló af Solskini (Sixty Kilos of Sunshine, 2018)

### Versek
- Ljóðmæli 1978–1998 (Collected Poetry 1978–1998, 1998)
- Suit & Tie (2009)

### Színdarab
- Óbreyttur maður (Egy egyszerű ember, rövid monológ 1989)
- Kossinn (A csók, romantikus vígjáték 1999)
- 1000 eyja sósa (Ezersziget szósz, rövid monológ, 1999)
- Skáldanótt (Költők éjszakája, verses színdarab, 2000)
- Wake Me Up Before You Go Go (középiskolai musical 2001)
- Rúm fyrir einn (Egyszemélyes ágy, egyfelvonásos, 2001)
- Romeo & Juliet (Shakespeare darabjának fordítása, 2002)
- 101 Reykjavík (2004, a regény színpadi változata)
- Things Are Going Great (2004, a regény színpadi változata)
- Love is Disco – Life is Punk (2008, musical)
- The Hitman's Guide to Housecleaning (2011, a regény színpadi változata, Ausztria)
- The Hitman's Guide to Housecleaning (2012, a regény színpadi változata, Németország, Uwe Ochsenknechttel)
- Konan við 1000° (The Thousand Degree Woman, 2014, a regény színpadi változata, Izland)
- Konan við 1000° (The Thousand Degree Woman, 2016, a regény színpadi változata, Dánia)
- Othello (2016, Shakespeare darabjának fordítása)

### Képregény
- Best of Grim (Cartoons feat. Grim 2004)

### Gyermekkönyvek
- Konan sem kyssti of mikið (The Woman Who Kissed Too Much, 2009)

### Magyarul megjelent
- A nő 1000 fokon : Herbjörg María Björnsson története (Konan við 1000°: Herbjörg María Björnsson segir frá) – Scolar, Budapest, 2013 · ISBN 9789635092031 · Fordította: Egyed Veronika, versford. Dunajcsik Mátyás
- 101 Reykjavík – Scolar, Budapest, 2015 · ISBN 9789632445946 · Fordította: Egyed Veronika, Dunajcsik Mátyás
- Házvezetési tanácsok bérgyilkosoknak (10 ráð til að hætta að drepa fólk og byrja að vaska upp) – Scolar, Budapest, 2021 · ISBN 9789635092802 · Fordította: Bartók Imre

### Film
- 101 Reykjavík (2000, a regény filmváltozata)
- Stormland (2010, a regény filmváltozata)
- Comeback (2015, Dán film Hallgrímur forgatókönyve alapján)

## Fordítás
- Ez a szócikk részben vagy egészben  a   Hallgrímur Helgason című angol Wikipédia-szócikk fordításán alapul.  Az eredeti cikk szerkesztőit annak laptörténete sorolja fel. Ez a jelzés csupán a megfogalmazás eredetét és a szerzői jogokat jelzi, nem szolgál a cikkben szereplő információk forrásmegjelöléseként.